# Вайсентурн, Йоханна Франул фон
Йоханна (Иоганна) Франул фон Вейсентурн (нем. Johanna Franul von Weißenthurn; 16 февраля 1772, Кобленц — 17 мая 1847, Вена) — драматическая актриса

 и писательница.

## Биография
Йоханна Франул Грюнберг родилась 16 февраля 1772/3 года в городе в Кобленце, в семье прусского офицера, а затем театрального актёра Вениамина Грюнберга (нем. Benjamin Grünberg). 
Ее отец умер очень рано, оставив овдовевшую жену и шестерых детей. Все дети должны были помогать по дому с раннего возраста, а также вносить свой вклад к существованию семьи. Дети не получили никакого образования в области чтения и письма, что ещё больше усложнило их жизнь, но в возрасте 4 лет они уже выучили первые стихи наизусть, чтобы читать их перед аудиторией. Когда Йоханна пришлось долго пролежать в постели в возрасте девяти лет, она научилась читать и писать. Мать Йоханны снова вышла замуж за Андреаса Тайхмана (нем. Andreas Teichmann). Он использовал талант детей и они исполняли пьесы его друга детства Христиана Феликса Вейсе. Семья стада очень популярна, и вскоре объехала почти всю страну.

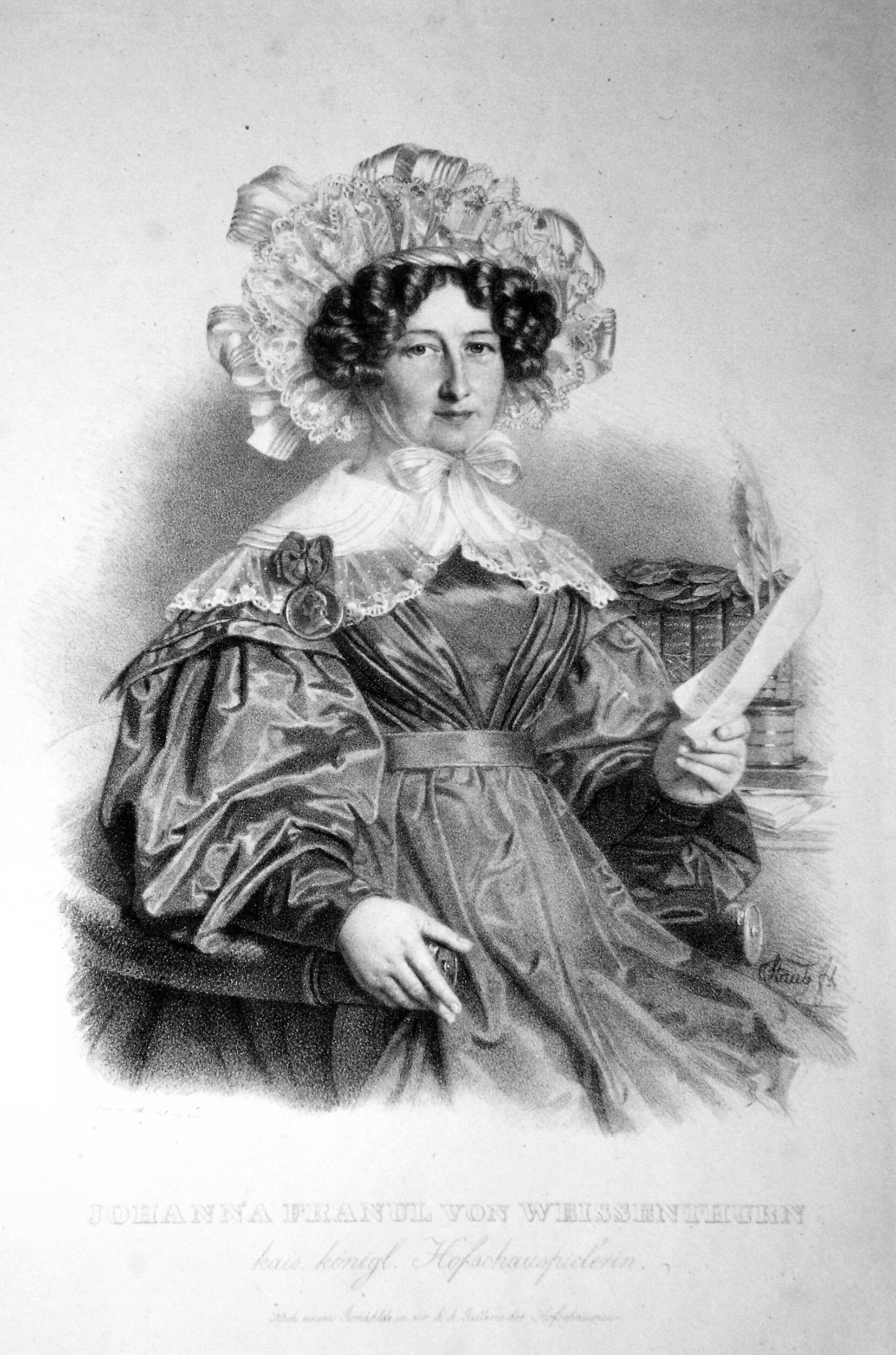
Вайсентурн в 1835 году

В 1788 году Йоханна Грюнберг переехала в город Мюнхен, но не чувствовала себя уверенно, когда находилась вдали от семьи. Она получила письмо от сводного брата, который пригласил её в Баден недалеко от Вены. Однако ей не понравилась иестная сцена, поэтому она переехала в Вену 29 сентября 1789 года. Здесь она вскоре получила предложение от директора театра Брокманна, который подписал ее в Национальный театр от имени императора Иосифа II. Учась на втором курсе в Вене Йоханна вышла замуж за Алоиса Франула фон Вайсентурна (нем. Alois Franul von Weißenthurn; 1759–1817), патриция из Фиуме, но даже после замужества она осталась верна театру и сделала карьеру в основном в ролях героического плана.
В 1809 году она исполняла «Федру» в Шёнбруне перед Наполеоном Бонапартом. Талант писательницы развился у ней на 25-м году. Она написала за восемь дней трагедию: «Die Drusen». Всего она написала около 60 драм, которые были весьма сценичны и поэтому пользовались успехом у публики. 
В 1842 году в возрасте 69 лет Йоханна Франул фон Вайсентурн дала прощальный спектакль в Вене и посвятила себя почти исключительно своей литературной работе. Через три месяца после своего 72-летия Йоханна Франул фон Вайсентурн умерла 17 мая 1847 года в Вене и нашла свое последнее пристанище в почетной могиле на Хитцингском кладбище. 
Вайсентурнгассе в Вене-Мейдлинг названа в честь писательницы.